# Stolperstein von El Grado
Der Stolperstein von El Grado, der bislang einzige Stolperstein in Aragonien, ist Vicente Muzás Cama gewidmet, der im französischen Exil verhaftet und mit dem Train Fantôme verschleppt wurde. Er zählte zu den acht Häftlingen aus Aragonien, denen die Flucht gelang. Stolpersteine werden vom Kölner Künstler Gunter Demnig in weiten Teilen Europas verlegt. Sie erinnern an das Schicksal der Menschen, die von den Nationalsozialisten ermordet, deportiert, vertrieben oder in den Suizid getrieben wurden und liegen im Regelfall vor dem letzten selbstgewählten Wohnsitz des Opfers.
Die ersten Verlegungen in Spanien erfolgten am 9. April 2015 in Navàs. Auf Spanisch werden die Stolpersteine oft piedras de la memoria (Erinnerungssteine) genannt.

## Stolperstein
| Stolperstein | Übersetzung | Verlegort                           | Name, Leben |
| ------------ | --- | ----------------------------------- | --- |
|              | HIER LEBTE VICENTE MUZÁS CAMA GEBOREN 1913 EXIL FRANKREICH WIDERSTANDSKÄMPFER GEFANGEN GENOMMEN TOULOUSE INTERNIERT VERNET DEPORTIERT 1944 'TRAIN FANTÔME' ENTWICHEN | Calle Mayor Casa Champlana El Grado | Vicente Muzás Cama wurde im Juni 1913 in der Casa Champlana von El Grado geboren. Während des spanischen Bürgerkriegs kämpfte er auf Seiten der Republikaner, im französischen Exil schloss er sich der Résistance an. Als sich die deutsche Niederlage abzeichnete und der Vormarsch der Alliierten materialisierte, deportierten die Nazis zahlreiche noch arbeitsfähige Gefangene in deutsche Konzentrationslager. Der sogenannte Train Fantôme irrte ab 3. Juli 1944 mit mehr als 700 Häftlingen, zusammengepfercht in Viehwaggons, ohne Wasser, Nahrung, Licht oder Belüftung, quer durch Frankreich. Um Sabotageakte der Alliierten und der Résistance zu vermeiden, wurde die Route des Zuges geheim gehalten. Der Geisterzug kam schließlich am 28. August 1944 im KZ Dachau an. An Bord waren zumindest 33 spanische Häftlinge, die aus Aragonien stammten. Neun starben auf der Reise, acht gelang die Flucht vor Erreichen ihres Ziels und dreizehn wurden aus dem Lager Dachau befreit. Vicente Muzás Cama gelang die Flucht. Er kehrte nach Frankreich zurück, schloss sich einem der spanischen Milizbataillone an und beteiligte sich am Kampf um die Befreiung Südfrankreichs. Gemeinsam mit seiner Frau, die wegen ihrer Widerstandshaltung ebenfalls inhaftiert war, kehrte er nach Spanien zurück. Er wurde vom Franco-Regime vor Gericht gestellt, wegen „militärischer Rebellion“ zu dreißig Jahren Haft verurteilt und erst nach etwas mehr als 13 Jahren Haft im Jahre 1959 entlassen. Seine Töchter Alicia und Olga nahmen in Begleitung ihrer Enkelinnen und anderer Verwandter, des Bürgermeisters und der Stadtverwaltung, Nachbarn und Freunden an der Verlegungszeremonie des Stolpersteins teil. |

## Verlegedatum
- 6. Juli 2024